# Preston Bissett
Preston Bissett è un villaggio e parrocchia civile dell'Inghilterra, appartenente alla contea del Buckinghamshire.